# Garra cyrano
 Garra cyrano és una espècie de peix cipriniforme de la família dels ciprínids.

## Morfologia
Els mascles poden assolir els 10,3 cm de longitud total.

## Distribució geogràfica
Es troba a Laos.